# Saint-Léger-du-Ventoux
Saint-Léger-du-Ventoux is een gemeente in het Franse departement Vaucluse (regio Provence-Alpes-Côte d'Azur) en telt 31 inwoners (2009). De plaats maakt deel uit van het arrondissement Carpentras.

## Geografie
De oppervlakte van Saint-Léger-du-Ventoux bedraagt 15,5 km², de bevolkingsdichtheid is dus 2 inwoners per km².
De onderstaande kaart toont de ligging van Saint-Léger-du-Ventoux met de belangrijkste infrastructuur en aangrenzende gemeenten.

## Demografie
Onderstaande figuur toont het verloop van het inwonertal (bron: INSEE-tellingen).